# 矢木毅
矢木 毅（やぎ たけし、1964年 - ）は、日本の歴史学者、京都大学教授。専攻は高麗史、朝鮮王朝史。
1964年、富山県生まれ。京都大学文学部卒業。同大学大学院文学研究科修士課程修了、博士課程学修退学。京都大学人文科学研究所助手、宮崎大学教育文化学部助教授、京都大学人文科学研究所准教授、京都大学人文科学研究所教授。

## 著書
- 『高麗官僚制度研究』京都大学学術出版会、2008年、ISBN 978-4876985302
- 『韓国・朝鮮史の系譜』塙書房、2012年、ISBN 978-4827331110